# Xian de Saga
Pour les articles homonymes, voir Saga (homonymie).
Le xian de Saga (tibétain : ས་དགའ་རྫོང, Wylie : sa dga' rdzong, pinyin tibétain : Saga Zong ; chinois simplifié : 萨嘎县 ; pinyin : Sàgā Xiàn) est un district administratif de la région autonome du Tibet en Chine. Il est placé sous la juridiction de la ville-préfecture de Xigazê.

## Démographie
La population du district était de 11 414 habitants en 1999.